# Surprised by Joy
Surprised by Joy: The Shape of My Early Life is een partiële autobiografie geschreven door de Britse schrijver en universitair professor C.S. Lewis in 1955. Het boek beschrijft voornamelijk Lewis' bekering tot het christendom.

## Overzicht
Lewis' doel bij het schrijven van het boek was primair niet historisch. In plaats daarvan was zijn doel het identificeren en beschrijven van de gebeurtenissen rondom het per ongeluk ontdekken van zijn voortdurende zoektocht naar het fenomeen dat hij 'Vreugde' noemde, zijn beste vertaling van het idee van Sehnsucht (Duits: verlangen). Deze Vreugde was zo intens dat hij het niet in woorden kon omschrijven, en hij werd er voor de rest van zijn leven door geboeid. 
Het boek bevat minder details betreffende gebeurtenissen dan gewoonlijk in een biografie. Lewis verhaalt en herinnert zich zijn vroege jaren met een mengeling van amusement, maar soms ook gemengd met pijn. Maar hoewel hij zijn leven beschrijft, blijft het principiële thema Vreugde. 
Lewis ontdekt uiteindelijk de ware aard van Vreugde en de plaats ervan in zijn eigen leven. De laatste twee hoofdstukken beschrijven zijn overstap van atheïsme naar theïsme en dan van theïsme naar het christendom.

## Toespelingen op de titel
Surprised by Joy is een toespeling op een gedicht van William Wordsworth, Surprised By Joy - Impatient As The Wind, met betrekking tot een incident waarbij Wordsworth de dood van zijn geliefde dochter vergat. 

Surprised by joy - impatient as the Wind

I turned to share the transport — Oh! with whom

But Thee, deep buried in the silent tomb,

That spot which no vicissitude can find?

Love, faithful love, recalled thee to my mind —

But how could I forget thee? Through what power,

Even for the least division of an hour,

Have I been so beguiled as to be blind

To my most grievous loss? — That thought's return

Was the worst pang that sorrow ever bore,

Save one, one only, when I stood forlorn,

Knowing my heart's best treasure was no more;

That neither present time, nor years unborn

Could to my sight that heavenly face restore.

Het boek heeft geen enkele connectie met Lewis' onverwachte huwelijk in zijn latere leven met Joy Gresham. Het huwelijk vond namelijk lang na deze periode plaats, hoewel niet lang nadat het boek was gepubliceerd Lewis' vrienden er snel bij waren om te zeggen dat hij inderdaad verrast was door Vreugde (Joy).